# Joakim Flyg
Joakim Flyg (16 de octubre de 1990) es un deportista sueco que compite en curling. Ganó dos medallas de plata en el Campeonato Mundial de Curling Mixto, en los años 2015 y 2016.

## Palmarés internacional
| Campeonato Mundial Mixto | Campeonato Mundial Mixto | Campeonato Mundial Mixto | Campeonato Mundial Mixto |
| Año                      | Lugar                    | Medalla                  | Prueba                   |
| ------------------------ | ------------------------ | ------------------------ | ------------------------ |
| 2015                     | Berna (Suiza)            | Medalla de plata         | Mixto                    |
| 2016                     | Kazán (Rusia)            | Medalla de plata         | Mixto                    |